# Anna Stokholm
Anna Stokholm (født 19. marts 1988, Frederiksberg) er en dansk skuespiller og yogalærer.
Hun er uddannet ved Den Danske Scenekunstskole i Odense. Hun er bedst kendt for sin rolle i TV2 Charlies serie Sygeplejeskolen, hvor hun spiller Lis Sommer.

## Uddannelse
- Københavns Åbne Gymnasium (2004-2007)
- Akademiet København (2009-2010)
- Det Danske Filmskuespillerakademi (2010-2011)
- Den Danske Scenekunstskole -Odense (2012-2016)

## Privatliv
Anna Stokholm er vokset op i Valby sammen med forældrene Birgitte og Hans Stokholm - hun har desuden en to år yngre bror Nikolas Stokholm.
Anna dyrker meget yoga i sin fritid og har desuden taget en yogalæreruddannelse i Indien.
En meget voldsom ulykke på skuespilskolen i 2014 havde nær kostet Anna Stokholm livet. Hun fik skåret pulsåren og nerverne over i sin højre arm midt under en forestilling.
Privat danner hun par med skuespiller Simon Stenspil.

## Filmografi
- Klassefesten, bagerpige (2011)
- Sygeplejeskolen, Lis Sommer, tredjeårssygeplejeelev - TV2 Charlie (2018)
- 10 år senere, Tina - DR UNG (2019)
- Minkavlerne - TV2 Zulu (2019)
- De forbandede år (2019)